# یواس‌اس گرولر (اس‌اس‌جی-۵۷۷)
یواس‌اس گرولر (اس‌اس‌جی-۵۷۷) (به انگلیسی: USS Growler (SSG-577)) یک زیردریایی است که طول آن 96.9 m (318 ft) overall, 96.3 m (316 ft) waterline می‌باشد. این زیردریایی در سال ۱۹۵۸ ساخته شد.